# ポグロム

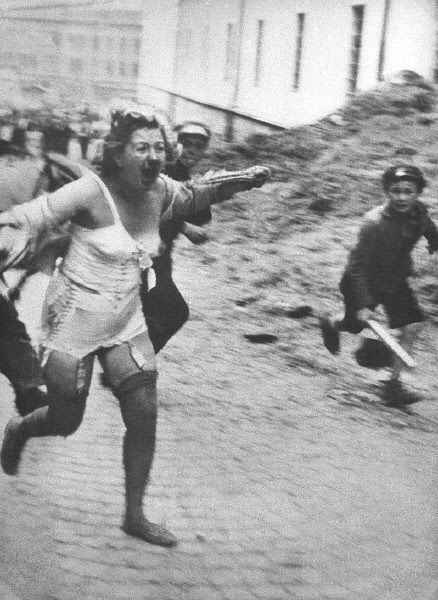
1941年、リヴィウ・ポグロムの中、男や若者に追われるユダヤ人女性

ポグロム（погром、パグローム）とは、ロシア語で「破滅｣、｢破壊」を意味する言葉である。特定の意味が派生する場合には、加害者の如何を問わず、ユダヤ人に対し行なわれる集団的迫害行為（殺戮・略奪・破壊・差別）を言う。
歴史的にこの語は、ユダヤ人に対して、自発的計画的に広範囲に渡って行われる暴力行為と、同様な出来事について使われる。ポグロムは標的とされた人々に対する物理的な暴力と殺戮を伴っている。

## 概要
13世紀のカリシュの法令によって権利および安全をシュラフタ（ポーランド貴族）およびポーランド王の庇護のもとに保障されたことから、ユダヤ人はポーランドに集まり生活していた。
1543年にプロテスタント運動の創始者の一人であるマルティン・ルターが著書『ユダヤ人と彼らの嘘について』においてユダヤ人への激しい迫害及び暴力を理論化し熱心に提唱した。
17世紀ウクライナ・コサックのフメリニツキーの乱で起こったポグロムはその犠牲者の数で最悪のものとなった。
1795年の第三次ポーランド分割によりポーランド・リトアニア共和国が完全に消滅してその東部（旧リトアニア公国領）がロシアに併合された。もはや消滅したポーランド国家による庇護を受けることができなくなったポーランドやリトアニアのユダヤ人はハプスブルク家に庇護を求めたが、ウクライナ人・ベラルーシ人には裏切り行為と受け取られた。
1819年、バイエルンのヴュルツブルクでポグロムが発生すると瞬く間にドイツ文化圏の全域に大規模な反ユダヤ暴動が広まった（ヘプヘプ・ポグロム）。1821年（以降1905年まで複数回）、ロシアのオデッサで勃発した（オデッサ・ポグロム）。
19世紀後半になると、主に旧リトアニア公国の領域（ベラルーシ・ウクライナ・モルドヴァ）で、ウクライナ人・ベラルーシ人農民、コサックなどの一揆の際にユダヤ人が襲撃の巻き添えとなった。1881年にアレクサンドル2世が暗殺されると、ロシア各地で反ユダヤ主義のポグロム（en、1881年-1884年）が起きた。このポグロムは数年にわたって続き、主にユダヤ系の町人、商人などの下層民が被害にあった。後にはロシア帝国をはじめ各国でユダヤ人殺戮のポグロムが盛んに行われた。

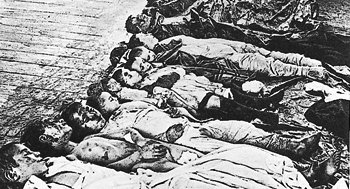
1905年、ロシアのエカテリノスラフにおけるポグロムで犠牲になったユダヤ人の子供たち

帝政ロシア政府は社会的な不満の解決をユダヤ人排斥主義に誘導したので助長されることになった。1903年から1906年にかけての度重なるユダヤ人襲撃はユダヤ人の国外脱出の引きがねとなりシオニズム運動を招くことになった。第二次世界大戦でもポーランド東北部の村落を中心にユダヤ人がソ連および赤軍と密通しているとの疑いを掛けられ、時にはポーランド人やウクライナ人などナチス・ドイツ支配下に置かれた民族によってポグロムが起こされている。その代表的なものにイェドヴァブネ事件が挙げられ、数百人のユダヤ教徒の村人たちが近隣のキリスト教徒に殺された。ユダヤ教徒の住民の一部は実際にソ連側と密通していたとされているが、罪のない住民も同様の疑いを掛けられて巻き添えとなった。
このような暴動を起こす人物は「理性をなくした、へべれけに酔っ払った農民」だという者もいるが、実際には計画的、組織的に徹底して行われた。